# Ếch Ishikawa
Ếch ishikawa (Odorrana ishikawae) là một loài ếch thuộc họ Ranidae. Đây là loài đặc hữu của Nhật Bản.
Môi trường sống tự nhiên của chúng là rừng ôn đới, sông ngòi, và sông có nước theo mùa. Chúng hiện đang bị đe dọa vì mất môi trường sống.